# Palapa C2
O Palapa C2 é um satélite de comunicação geoestacionário indonésio da série Palapa construído pela Hughes, ele está localizado na posição orbital de 150.5 graus de longitude leste e foi operado inicialmente pela Satelindo e é atualmente operado pela Indosat. O satélite foi baseado na plataforma HS-601 e sua expectativa de vida útil é de 15 anos.

## Lançamento
O satélite foi lançado com sucesso ao espaço no dia 16 de maio de 1996,  às 01:56:29 UTC, por meio de um veículo Ariane-44L H10-3, a partir do Centro Espacial de Kourou, na Guiana Francesa, juntamento com o satélite AMOS 1. Ele tinha uma massa de lançamento de 3.000 kg.

## Capacidade e cobertura
O Palapa C2 é equipado com 30 transponders em banda C e 4 em banda Ku para fornecer comunicações de áudio e de vídeo a uma grande área delimitada pelo Irã, Sudeste Asiático, Austrália e Nova Zelândia.